# Махота, Пётр Семёнович
Пётр Семёнович Махота (укр. Петро Семенович Махота; 15 декабря 1920 год, село Привольное — 21 мая 1997 год, Днепропетровск, Украина) — передовик производства, сталевар мартеновского цеха Днепропетровского металлургического завода имени Петровского, Украинская ССР. Герой Социалистического Труда (1958). Депутат Верховного Совета УССР 5 и 6 созывов (1959—1967). Член ЦК КПУ (1959—1966).

## Биография
Родился 15 декабря 1920 года в крестьянской семье в селе Привольное (сегодня — Солонянский район Днепропетровской области). С 1937 года начал свою трудовую деятельность в колхозе «Новая жизнь» Солонянского района. В 1940 году был призван на срочную службу в Красную Армию. Участвовал в Великой Отечественной войне в составе 135 стрелкового полка войск НКВД.
После демобилизации устроился в 1946 году на работу учеником сталевара в мартеновский цех Днепропетровского металлургического завода имени Петровского. Потом работал сталеваром. Был инициатором движения выплавки стали сверх плана в 500 тонн под наименованием «Сверхплановый почин — для нужд сельского хозяйства». Установил рекорд, проведя плавку в 300-тонной печи за пять часов. В 1956 году избирался делегатом XX съезда КПСС.
В 1958 году удостоен звания Героя Социалистического Труда «за особые заслуги в развитии чёрной металлургии».
С 1973—1997 год — помощник мастера мартеновского цеха.

## Награды
- Герой Социалистического Труда — указом Президиума Верховного Совета СССР от 19 июля 1958 года
- Орден Ленина
- Орден Красной Звезды (9.01.1943)
- Орден Отечественной войны 2 степени (11.03.1985)
- Медаль «За трудовое отличие» (24.02.1954)
- Медаль «За трудовую доблесть» (28.05.1960)
- Медаль «За победу над Германией в Великой Отечественной войне 1941-1945 гг.»
- Почётный гражданин Днепропетровска (1978)